# Rafael Quiñones Vidal
Rafael Quiñones Vidal (* 13. November 1892 in Mayagüez; † 7. März 1988) war ein puerto-ricanischer Journalist und Fernsehmoderator.
Quiñones Vidal wuchs in Caguas auf und besucht dort die Escuela Lincoln bis zur achten Klasse. Er absolvierte eine Ausbildung als Lehrer und arbeitete vier Jahre lang als Landlehrer – Jahre später gründete er in Caguas eine Buchhaltungsschule. Ohne spezielle Ausbildung arbeitete er auch u. a. als Buchhalter, Barbier und Bildhauer. Als Freimaurer erhielt er den Titel eines Ehrwürdigen Meisters der Loge Unión y Amparo No. 44 in Caguas, später gründete er ein Kapitel der Logia Masónica de la Orden Estrella de Oriente, Unión y Fe.
Seine Arbeit als Journalist begann er bei Francisco Zenos Zeitschrift La Correspondencia. Bei Radio Tribuna produzierte er in den 1930er Jahren Sendungen wie Hora Cultural, Happy Feet Hour und Ofertas Matinales. Im Fernsehen von Puerto Rico leitete er ab 1954 die Sendung Tribuna del Arte, in der junge Künstler – Sänger, Musiker, Schauspieler – die Möglichkeit erhielten, ihr Talent vorzustellen. Zu den zahlreichen Künstlern, deren Laufbahn mit dieser Sendung begann, zählen Bobby Capó, Felipe Rodríguez, Julito Rodríguez, Guillermo Venegas Lloveras, Rey Francisco Quiñones, Tuti Umpierre, Maso Rivera, Raúl Carbonell, Ramito Toro, Miguelito Alcaide, Mario Pabón, Luís Miranda, Daniel Santos, Sonia Noemí González, Carmen Delia Dipiní, Milagros Carrillo, Yolandita Monge, Lalo Rodríguez, Adalberto Rodríguez und Lucecita Benítez.
Für seine Arbeit wurde Vidal vielfach geehrt. Er wurde Sprecher des Jahres, Señor Televisión, erhielt 1961 den Trofeo Borinquen als Fernsehmoderator und 1973 den Jibarito de Oro. 1970 wurde er in die Hall of Fame des Festival de Popularidad aufgenommen, und Caguas und Areciba ernannten ihn zum Ehrenbürger. Im Barrio Caimito von San Juan und in Caguas wurde eine Schule nach ihm benannt. Quiñones Vidal arbeitete bis zu seinem 92. Lebensjahr beim Rundfunk.

## Quelle
- mayagüezsabeamango - Tribuna del Arte, “donde Puerto Rico habla y canta”

| Personendaten    | Personendaten                                      |
| ---------------- | -------------------------------------------------- |
| NAME             | Quiñones Vidal, Rafael                             |
| ALTERNATIVNAMEN  | Quiñónes Vidal, Rafael                             |
| KURZBESCHREIBUNG | puerto-ricanischer Journalist und Fernsehmoderator |
| GEBURTSDATUM     | 13. November 1892                                  |
| GEBURTSORT       | Mayagüez                                           |
| STERBEDATUM      | 7. März 1988                                       |